# آدم مورغان
آدم جوزيف مورغان (بالإنجليزية: Adam Morgan)‏ مواليد 21 أبريل 1994 في ليفربول، هو لاعب كرة قدم إنجليزي كان يلعب كمهاجم شارك خلال مسيرته في 305 مباريات وسجل 49 هدف.

## أندية ومنتخبات لعب لها
- يوفل تاون
- نادي أكرينغتون ستانلي
- نادي ليفربول
- نادي روذرهام يونايتد
- يوفل تاون
- سانت جونستون
- منتخب إنجلترا تحت 17 سنة لكرة القدم
- منتخب إنجلترا تحت 19 سنة لكرة القدم

## وصلات خارجية
- آدم مورغان على موقع الاتحاد الأوربي (الإنجليزية)
- آدم مورغان على موقع قاعدة بيانات كرة القدم.إي يو (الإنجليزية)
- آدم مورغان على موقع Soccerbase.com (لاعب) (الإنجليزية)
- آدم مورغان على موقع Soccerway.com (الإنجليزية)
- آدم مورغان على موقع عالم كرة القدم.نت (الإنجليزية)
- آدم مورغان على موقع AS.com (الإسبانية)